# Reeseville
Reeseville – wieś w Stanach Zjednoczonych, w stanie Wisconsin, w hrabstwie Dodge.